# Division I 2001-2002
La Division I 2001-2002 è stata la 99ª edizione della massima serie del campionato belga di calcio disputata tra il settembre 2001 e il maggio 2002 e conclusa con la vittoria del KRC Genk, al suo secondo titolo.
Capocannoniere del torneo fu Wesley Sonck (KRC Genk), con 30 reti.

## Formula
Come nella stagione precedente le squadre partecipanti furono 18 e disputarono un turno di andata e ritorno per un totale di 34 partite.
Le ultime due classificate retrocedettero in Division 2.
Le società ammesse alle coppe europee furono sei: le prime due classificate si qualificarono alla UEFA Champions League 2002-2003, la terza e la vincitrice della coppa nazionale alla Coppa UEFA 2002-2003 e altre due squadre alla Coppa Intertoto 2002.

## Classifica finale
|    | Classifica           | G  | V  | N  | P  | GF | GS | Dif | Pt |
| -- | -------------------- | -- | -- | -- | -- | -- | -- | --- | -- |
| 1  | KRC Genk             | 34 | 20 | 12 | 2  | 85 | 43 | +42 | 72 |
| 2  | Club Bruges          | 34 | 22 | 4  | 8  | 74 | 41 | +33 | 70 |
| 3  | Anderlecht           | 34 | 18 | 12 | 4  | 71 | 37 | +34 | 66 |
| 4  | Gent                 | 34 | 16 | 10 | 8  | 62 | 51 | +11 | 58 |
| 5  | Standard Liegi       | 34 | 15 | 12 | 7  | 57 | 38 | +19 | 57 |
| 6  | R.E. Mouscron        | 34 | 17 | 5  | 12 | 68 | 40 | +28 | 56 |
| 7  | Sporting Lokeren SNW | 34 | 15 | 10 | 9  | 43 | 33 | +10 | 55 |
| 8  | Sint-Truiden         | 34 | 16 | 5  | 13 | 52 | 47 | +5  | 53 |
| 9  | Germinal Beerschot   | 34 | 11 | 16 | 7  | 68 | 51 | +17 | 49 |
| 10 | RWD Molenbeek        | 34 | 13 | 5  | 16 | 50 | 59 | -9  | 44 |
| 11 | La Louvière          | 34 | 12 | 8  | 14 | 41 | 52 | -11 | 44 |
| 12 | Charleroi            | 34 | 11 | 6  | 17 | 40 | 63 | -23 | 39 |
| 13 | KFC Lommel           | 34 | 10 | 9  | 15 | 54 | 66 | -12 | 39 |
| 14 | Westerlo             | 34 | 9  | 9  | 16 | 49 | 61 | -12 | 36 |
| 15 | Lierse               | 34 | 9  | 8  | 17 | 45 | 55 | -10 | 35 |
| 16 | Anversa              | 34 | 7  | 10 | 17 | 47 | 67 | -20 | 31 |
| 17 | Eendracht Aalst      | 34 | 4  | 9  | 21 | 32 | 73 | -41 | 21 |
| 18 | KSK Beveren          | 34 | 2  | 8  | 24 | 30 | 91 | -61 | 14 |

### Verdetti
- KRC Genk campione del Belgio 2001-02.
- Molenbeek ed Eendracht Aalst retrocesse in Division II.